# Eriobotrya
Az Eriobotrya a rózsavirágúak (Rosales) rendjébe, ezen belül a rózsafélék (Rosaceae) családjába tartozó nemzetség.

## Tudnivalók
Az Eriobotrya-fajok többsége örökzöld cserje vagy kisebb termetű fa. Az eredeti előfordulási területük a Himalájától egészen Délkelet-Ázsiáig van. Az idetartozó japánnaspolyát (Eriobotrya japonica) gyümölcs- és díszfaként termesztik. Egyes lepkék (Lepidoptera) hernyói e növényfajok leveleivel táplálkoznak. Az Amerikákba betelepített Eriobotrya-fajokkal a Hypercompe nembéli medvelepkék kezdtek el táplálkozni.

## Rendszerezés
A nemzetségbe az alábbi fajok tartoznak (meglehet, hogy a lista hiányos):
- Eriobotrya cavaleriei (H.L‚v.) Rehder
- Eriobotrya deflexa (Hemsl.) Nakai
- Eriobotrya fragrans Champ. ex Benth.
- Eriobotrya henryi Nakai
- japánnaspolya (Eriobotrya japonica) (Thunb.) Lindl. - típusfaj
- Eriobotrya malipoensis K.C.Kuan
- Eriobotrya obovata W.W.Sm.
- Eriobotrya prinoides Rehder & E.H.Wilson
- Eriobotrya salwinensis Hand.-Mazz.
- Eriobotrya seguinii (H.L‚v.) Cardot ex Guillaumin
- Eriobotrya serrata J.E.Vidal
- Eriobotrya tengyuehensis W.W.Sm.

### Fordítás
- Ez a szócikk részben vagy egészben  az   Eriobotrya című angol Wikipédia-szócikk ezen változatának fordításán alapul.  Az eredeti cikk szerkesztőit annak laptörténete sorolja fel. Ez a jelzés csupán a megfogalmazás eredetét és a szerzői jogokat jelzi, nem szolgál a cikkben szereplő információk forrásmegjelöléseként.